# Eristalinus quadrizona
Eristalinus quadrizona är en tvåvingeart som först beskrevs av Szilady 1942.  Eristalinus quadrizona ingår i släktet slamflugor, och familjen blomflugor.
Artens utbredningsområde är Tanzania. Inga underarter finns listade i Catalogue of Life.